# إطلاق صاروخ
اطلاق الصواريخ هو مرحلة الإقلاع من مراحل رحلات الصواريخ. عملية إطلاقات الرحلات الفضائية المدارية، أو الرحلات الفضائية، تحدث بأكثر الأحيان من موقع ثابت على الأرض، ولكنها قد تنطلق أيضا من منصة عائمة.

## شركات إطلاق صواريخ تجارية
تشمل لائحة مقدمي خدمات الإطلاق التجارية:
- شركة بوينغ لإطلاق الصواريخ (بالإنجليزية: Boeing Launch Services Inc. (BLS))‏ - صاروخ دلتا
- إطلاق بحري - زينيت 3 أس أل (مرحلة 1 و 2 لمراحل صواريخ زينيت مع إنرجيا (صاروخ)إنيرجيا)
- أرياسبايس - صاروخ أريان
- خدمات الإطلاق العالمية - صاروخ بروتون
- منظمة بحوث فضائية هندية - مركبة بولا لإطلاق السواتل - مركبة إطلاق سواتل التزامن الأرضي
- تحالف الإطلاق المتحد - دلتا 4
- ستارسيم الأوروبية الروسية - صواريخ سويوز
- سبيس إكس -صاروخ فالكون 9